# Dirk Anton George Bruggeman
Dirk Anton George Bruggeman (* 13. Januar 1888 in Heerenveen, Provinz Friesland, Niederlande; † 26. Mai 1945 in Wickrathberg, Mönchengladbach, Deutschland) war ein niederländischer Physiker.

## Leben
1930 promovierte Bruggeman an der Universität Utrecht mit seiner Arbeit Elastizitätskonstanten von Kristallaggregaten. Sein Doktorvater war Hendrik Anthony Kramers.
Er starb 1945 im Kriegsgefangenenlager Wickrathberg.

## Wissenschaftliche Bedeutung
Dirk Anton George Bruggeman entwickelte neue Formeln zur Berechnung der dielektrischen, magnetischen und optischen Eigenschaften heterogener Materialien.
Diese Formeln, das sogenannte Bruggeman-Modell, werden heute (2014) in der Effektiv-Medium-Theorie (EMT) verwendet.
Bruggemans Formeln kommen überall dort zum Einsatz, wo versucht wird durch Kombination verschiedener Stoffe die gewünschten Eigenschaften zu verbessern.
Ein aktuelles Beispiel ist die Herstellung von Solarmodulen mit möglichst hohem Wirkungsgrad und geringer Reflexion.

### Beispiel für das Bruggeman-Modell
Im Fall kugelförmiger Einlagerungen n verschiedener Materialien mit den Volumenteilen {\displaystyle \delta _{i}} und den Permittivitäten {\displaystyle \sigma _{i}} und der effektiven Permittivität {\displaystyle \sigma _{e}} lautet die Bruggeman-Formel:
{\displaystyle \sum _{i=1}^{n}\,\delta _{i}\,{\frac {\sigma _{i}-\sigma _{e}}{\sigma _{i}+2\sigma _{e}}}\,=\,0\,\,\,\,\,\,\,\,\,\,\,\,\,\,\,\,\,\,\,\,}
wobei gilt:
{\displaystyle \sum _{i=1}^{n}\,\delta _{i}\,=\,1\,\,\,\,\,\,\,\,\,\,\,\,\,\,\,\,\,\,\,\,}

## Familie
Dirk Anton George Bruggeman wurde als Sohn von Hendrik Bruggeman und Catharina Johanna Maria Vastenou geboren. Er hatte einen älteren Bruder und zwei jüngere Schwestern. Bruggeman heiratete 1924 Titia Niemeijer.

## Veröffentlichungen (Auswahl)
- Elastizitätskonstanten von Kristallaggregaten, Dissertation, Groningen; Den Haag: Wolters, 1930
- Über die elastische Anisotropie des Eisens, 1931, doi:10.1007/BF01520255
- Berechnung der Dielektrizitätskonstante eines Salzes aus einer einzigen Messung an einem Salz-Luftgemische, 1933, doi:10.1007/BF01503936
- Berechnung der elastischen Moduln für die verschiedenen Texturen der regulären Metalle in Zeitschrift für Physik, 1934, doi:10.1007/bf01340769
- Berechnung verschiedener physikalischer Konstanten von heterogenen Substanzen in Annalen der Physik, 5. Folge, Band 24, Heft 8, S. 636–679 Dezember 1935
- Berechnung verschiedener physikalischer Konstanten von heterogenen Substanzen. I. Dielektrizitätskonstanten und Leitfähigkeiten der Mischkörper aus isotropen Substanzen in  Annalen der Physik, 1935, doi:10.1002/ANDP.19354160705
- Berechnung verschiedener physikalischer Konstanten von heterogenen Substanzen. II. Dielektrizitätskonstanten und Leitfähigkeiten von Vielkristallen der nichtregulären Systeme in  Annalen der Physik, 1936, doi:10.1002/ANDP.19364170706
- Berechnung verschiedener physikalischer Konstanten von heterogenen Substanzen. III. Die elastischen Konstanten der quasiisotropen Mischkörper aus isotropen Substanzen in  Annalen der Physik, 1937, doi:10.1002/ANDP.19374210205